# Samba de terreiro
O samba-de-terreiro (também conhecido como samba-de-quadra) é uma sub-gênero do samba, surgido na década de 1930 nos terreiros (atuais quadras) das primeiras escolas de samba do Rio de Janeiro.

## Histórico
Durante a década de 1930, era costume em um desfile de carnaval que uma escola de samba apresentasse o samba-enredo na primeira parte e, na segunda parte, os melhores versadores improvisassem com outros sambas-de-terreiro. Estes sambas ficaram conhecidos assim, porque eles eram produzidos durante todo o ano nos espaços que se tornariam as futuras quadras. Antes de ser cimentado, o chão do terreiro era feito de terra batida.
Geralmente, um samba-de-terreiro retratava o cotidiano dentro das comunidades onde se localizavam as escolas de samba cariocas. Comum até o início da década de 1970, estes sambas deixariam de ser tocados nos desfiles em um longo processo de mercantilização do carnaval. Ao deixar de ser cantado nos desfiles, o samba-de-terreiro ficou relegado às quadras das escolas de samba, servindo inicialmente para animar festas até se restringir à temporada seletiva de samba-enredo.
Por iniciativa de Noca da Portela, então secretário estadual de Cultura do Rio de Janeiro, e com apoio da LIESA, foi realizado em 2006 o primeiro concurso de samba deste gênero. Com o objetivo de revelar obras inéditas em cada agremiação, o concurso movimentou as quadras das escolas de samba cariocas.
Em 2007, o IPHAN conferiu registro oficial às matrizes do samba do Rio de Janeiro: samba de terreiro, partido-alto e samba-enredo.
Dentre algumas composições famosas saídas dos terreiros/quadras, estão "Foi um Rio que passou em minha vida" (de Paulinho da Viola, "Portela na Avenida" (de Mauro Duarte e Paulo César Pinheiro), "Azul, Vermelho e Branco" (de Aroldo Melodia), "Salve a Mocidade" (de Luiz Abdengo dos Reis), "Tem capoeira" (de Batista da Mangueira),  "A Deusa da Passarela" (de Neguinho da Beija-Flor).